# Росгосцирк

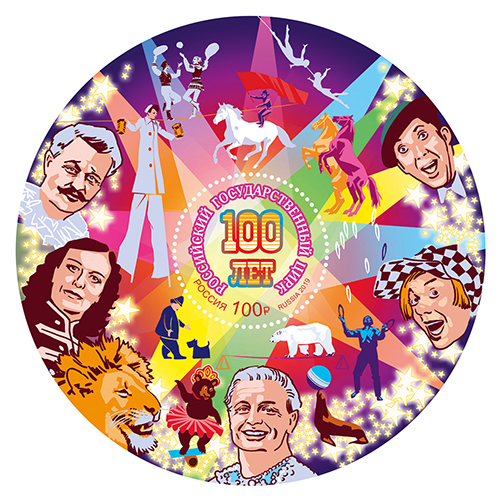
Почтовый блок России 2019 года, посвящённый 100-летию Российского государственного цирка

Росгосцирк — российская федеральная государственная организация, управляющая цирковой деятельностью, в её подчинение стационарные цирки и цирки-шапито.
Росгосцирк имеет поддержку из государственного бюджета и осуществляет внутрироссийскую и зарубежную гастрольную деятельность. В существующем виде создан постановлением Правительства Российской Федерации от 28 февраля 1995 года № 196 «О Российской государственной цирковой компании».

## История
См. также: Советский цирк (см. Культура СССР)
26 августа 1919 года В. И. Лениным был подписан Декрет Совета Народных Комиссаров «Об объединении театрального дела», согласно которому цирки России стали государственными.
В СССР все цирки страны входили во Всесоюзное творческо-производственное ордена Ленина (1969) объединение государственных цирков «Союзгосцирк», созданное в 1957 г. на базе Главного управления цирками. Первый и многолетний руководитель объединения — заслуженный деятель искусств РСФСР Ф. Г. Бардиан (1909—1993).
После распада СССР «Союзгосцирк» преобразовался в Государственную компанию «Российский цирк» (Росгосцирк), которая стала его правопреемником в соответствии с постановлением Правительства Российской Федерации № 22 от 9 января 1992 года. В её ведение перешли все цирковые предприятия на территории Российской Федерации, кроме двух московских цирков: Большой Московский цирк на проспекте Вернадского и Московского Цирка на Цветном бульваре (здание старого московского цирка на Цветном бульваре принадлежит городу Москва на праве собственности; трудовой коллектив цирка после выхода из системы ВТПО «Союзгосцирк» в 1990 г. стал сначала арендным предприятием (по решению Префектуры Центрального округа Москвы), затем в 1994 г. – товариществом с ограниченной ответственностью (ТОО) (по решению Москомимущества и Правительства Москвы). С декабря 1996 г. здание цирка для зрителей стало именоваться по названию арендатора – ТОО «Московский цирк Никулина на Цветном бульваре», а в 2000 г. ТОО было преобразовано в Закрытое акционерное общество (ЗАО) «Московский цирк Никулина на Цветном бульваре», которое арендует здание по настоящее время), Санкт-Петербургского цирка на Фонтанке (Распоряжением Территориального управления Федерального агентства по управлению государственным имуществом в городе Санкт-Петербург от 30.12.2016 г. цирк после завершения капремонта и открытия 15.12.2015 г. передан ФКП «Росгосцирк» на праве оперативного управления с предоставлением права бессрочного пользования на земельные участки, на которых расположен цирковой комплекс, с реорганизацией в филиал ФКП «Росгосцирк» – «Большой Санкт-Петербургский государственный цирк», включен в Перечень филиалов за № 30 постановлением Правительства РФ от 09.06.2027 г. № 691) и Казанского государственного цирка.
Постановлением Правительства Российской Федерации № 196 от 28 февраля 1995 г. Компания «Российский цирк» была преобразована в организацию федерального подчинения в форме федерального государственного унитарного предприятия (ФГУП) и стала называться Российской государственной цирковой компанией (Росгосцирк).
Постановлением Правительства РФ от 19.07.2007 г. № 454 ФГУП «Росгосцирк» реорганизован в Федеральное казенное предприятие «Российская государственная цирковая компания» (ФКП «Росгосцирк») с утверждением нового Устава, согласно которому Федеральное казенное предприятие «Российская государственная цирковая компания», основанное на праве оперативного управления, преобразовано в соответствии с Постановлением Правительства РФ от 22.06.2006 г. № 453 «О Российской государственной цирковой компании» путем переименования государственного унитарного предприятия «Российская государственная цирковая компания», образованного Постановлением Правительства РФ от 28.02.1995 г. № 196 «О Российской государственной цирковой компании», реорганизации и ликвидации подведомственных предприятию организаций с созданием на их базе и на базе закрепленного за ними имущества филиалов предприятия. Место нахождения предприятия прежнее: Российская Федерация, 109012, г. Москва, ул. Пушечная, д. 4, стр. 1 и 3.

## Ведение Росгосцирка
- 41 стационарный цирк
- 11 передвижных цирков-шапито
- 8 передвижных зооцирков
- 4 дирекции коллективов «Цирк на сцене»
- 2 коллектива «Цирк на льду»
- 2 коллектива «Цирк на воде»

36 цирковых коллективов
- Центра циркового искусства, г. Москва
- Центра циркового искусства, г. Ростов-на-Дону

В Компании работает свыше 8 тыс. человек, в том числе, в цирковом конвейере — около 3000 человек, которые заняты в 830 действующих номерах и 48 аттракционах, большинство из которых мирового уровня. В цирковых программах и зооцирках используется около 3000 животных 140 видов.
С 1946 года в состав Союзгосцирка (затем Росгосцирка) входил единственный в мире цирковой коллектив актёров-лилипутов «Сияние маленьких звёзд».

### Стационарные цирки

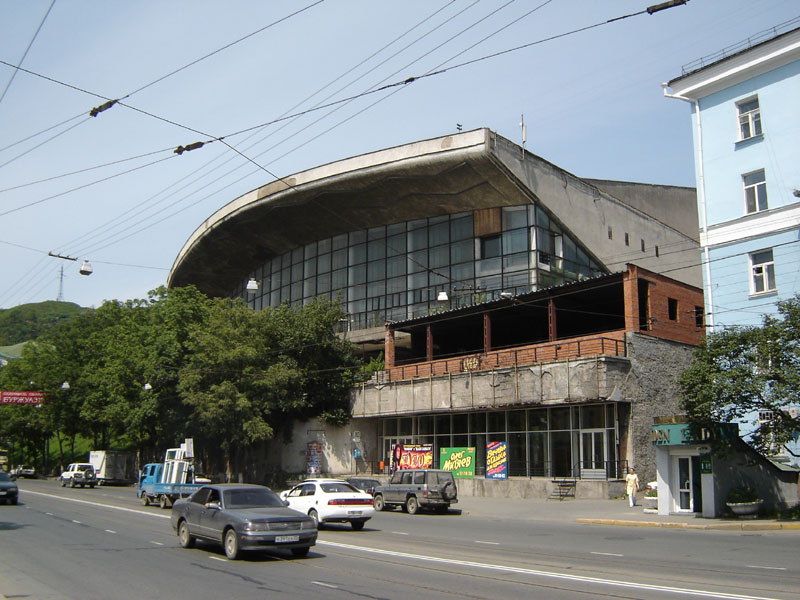
Владивостокский цирк

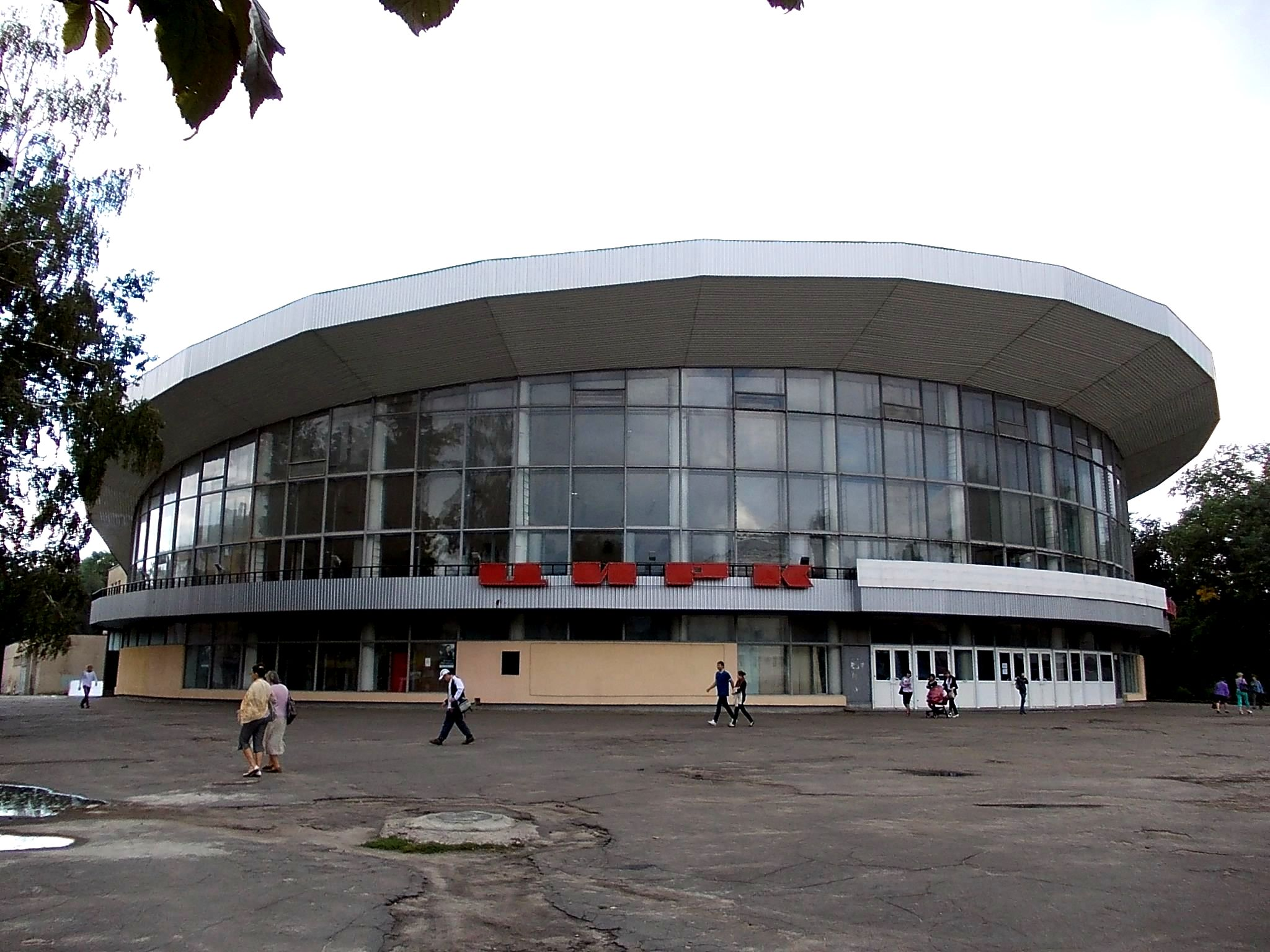
Воронежский цирк

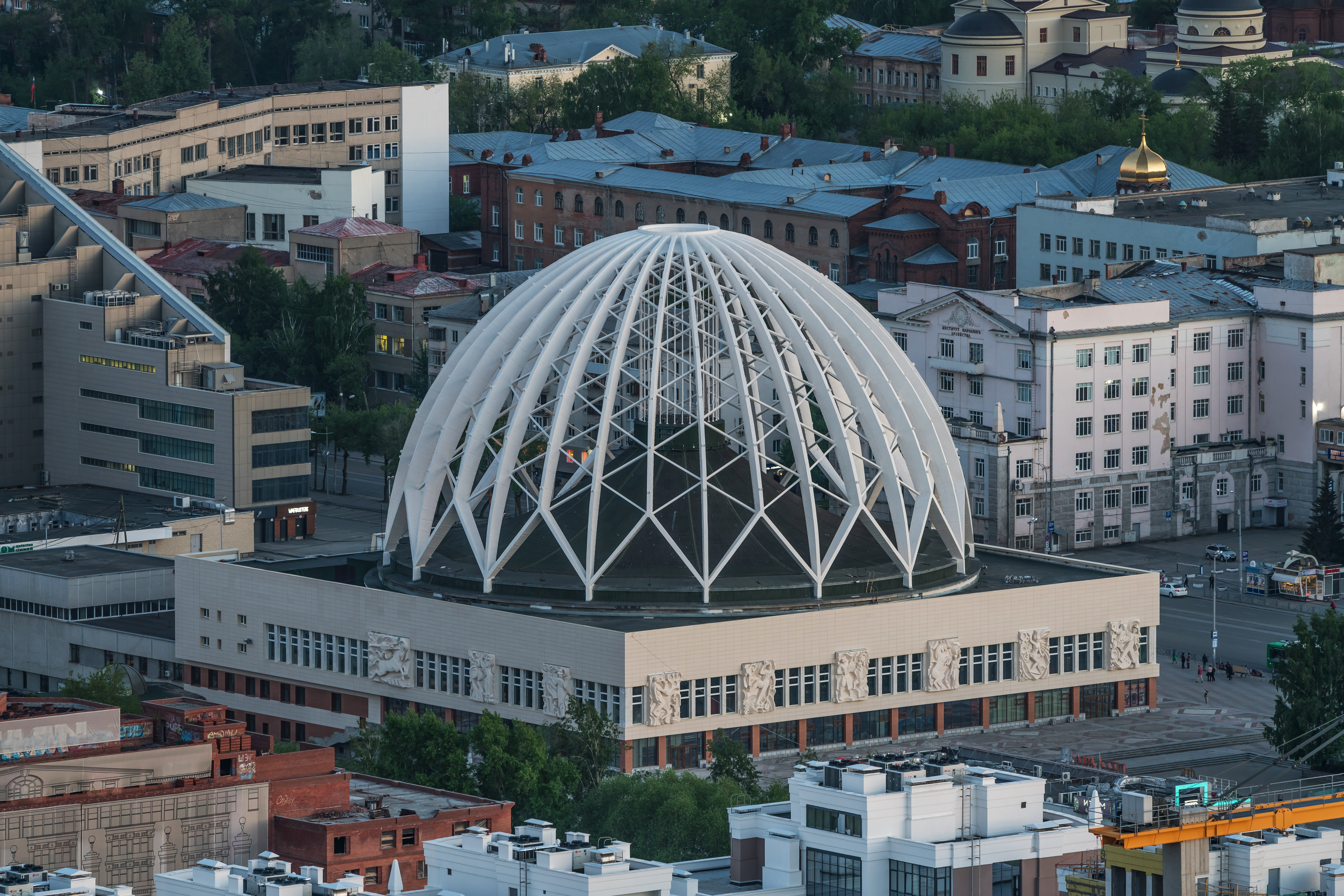
Екатеринбургский цирк

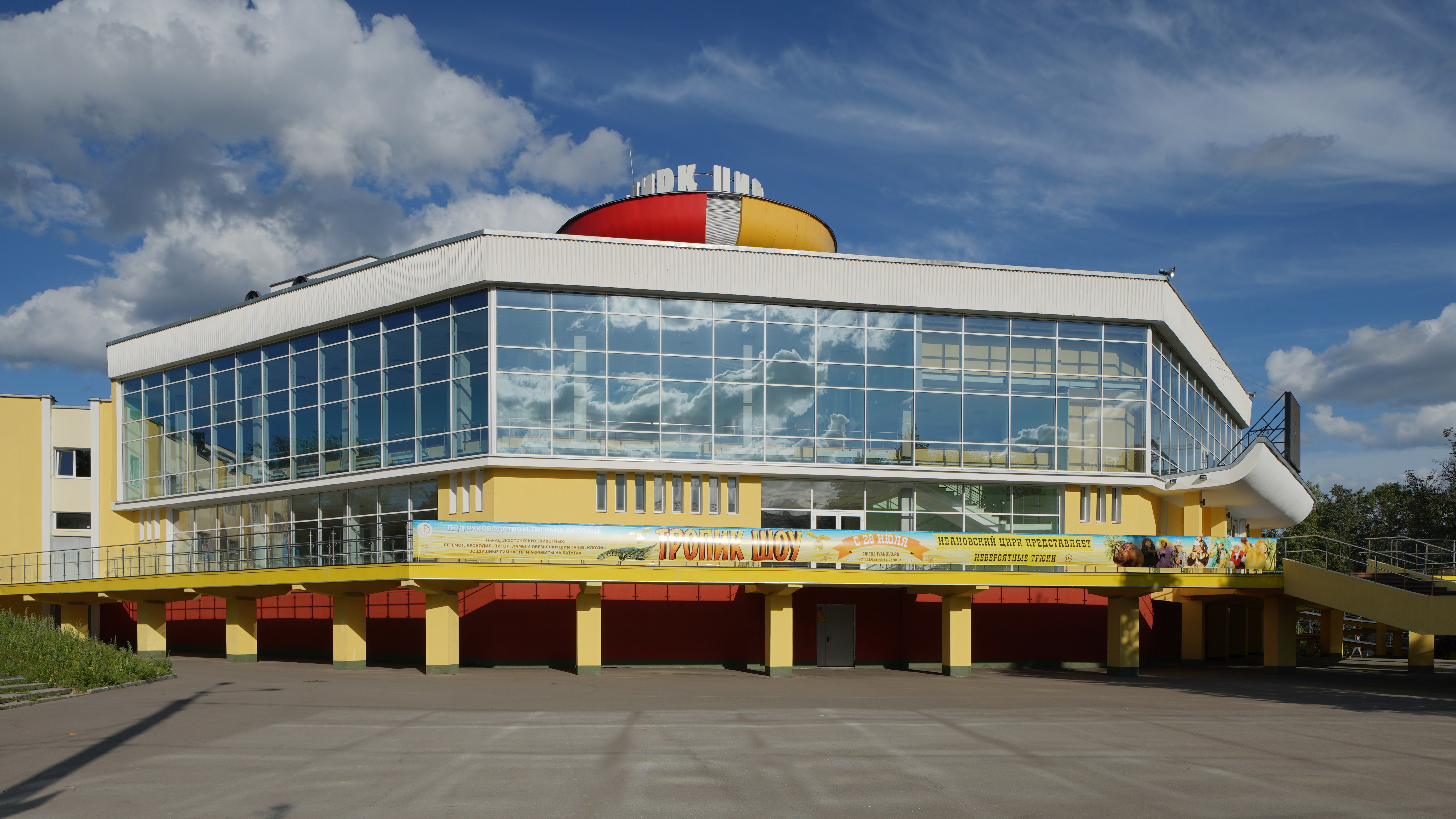
Ивановский цирк

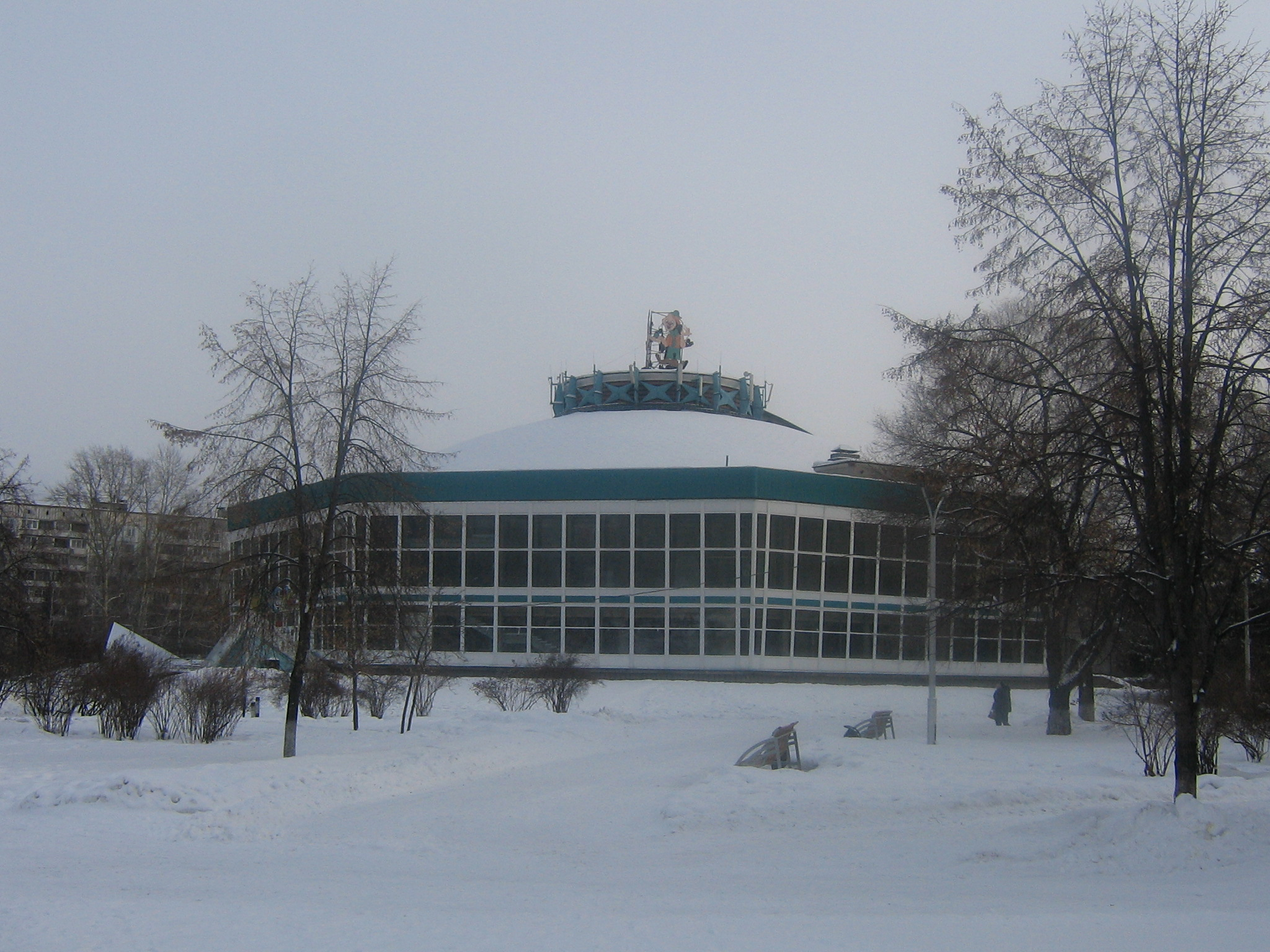
Новокузнецкий цирк

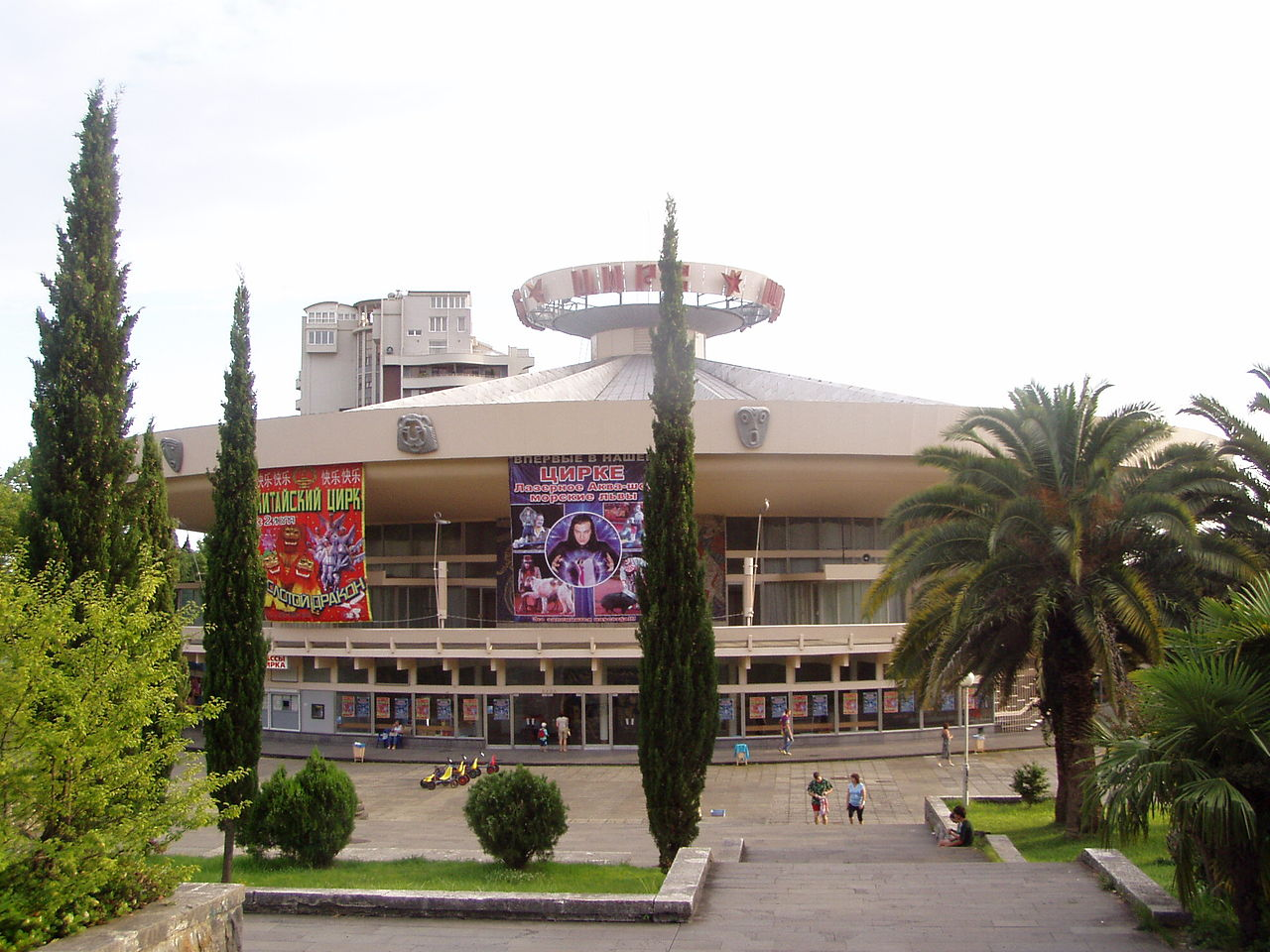
Сочинский цирк

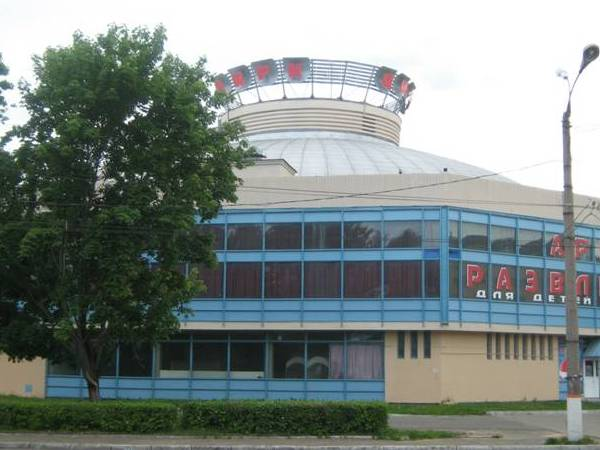
Тверской цирк

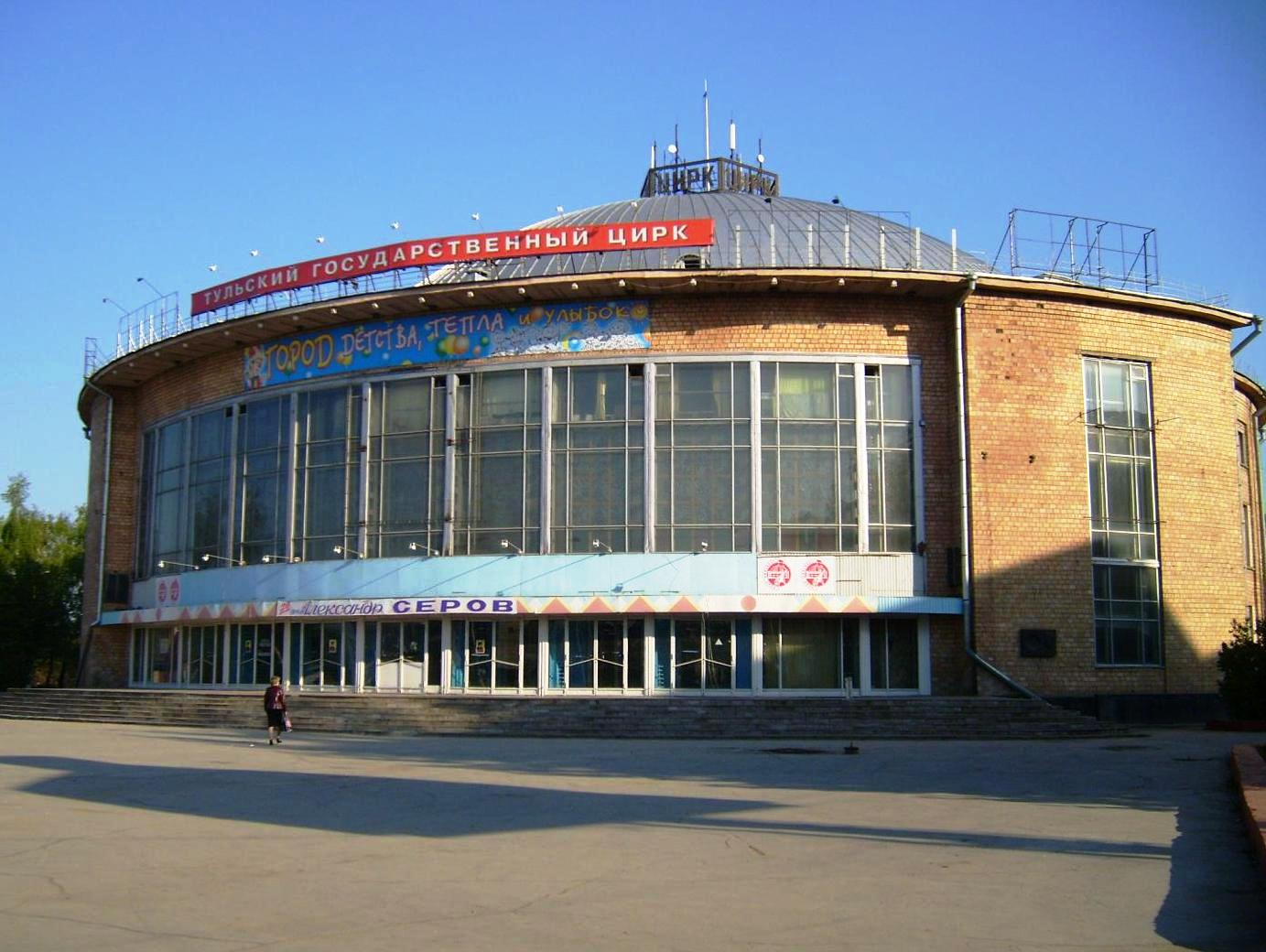
Тульский цирк

1. Архангельский государственный цирк (закрыт в 1989 году)
2. Астраханский государственный цирк (открыт с 4.04.2010 года)
3. Брянский государственный цирк
4. Владивостокский государственный цирк
5. Волгоградский государственный цирк (закрыт на реконструкцию с 2023 по 2025 год)[6]
6. Воронежский государственный цирк им. А. Л. Дурова (закрыт на реконструкцию с 2024 по 2028 год)[7]
7. Екатеринбургский государственный цирк им. В. И. Филатова (закрыт на реконструкцию с 2023 по 2026 год)[8]
8. Ивановский государственный цирк им. В. А. Волжанского
9. Ижевский государственный цирк (не является филиалом Росгосцирка, но используется для проката программ)
10. Иркутский государственный цирк (закрыт на реконструкцию с 2022 по 2025[9] 2027[10] год)
11. Казанский государственный цирк (не является филиалом Росгосцирка, но используется для проката программ)
12. Кемеровский государственный цирк
13. Кировский государственный цирк
14. Кисловодский государственный цирк
15. Костромской государственный цирк
16. Краснодарский государственный цирк (не является филиалом Росгосцирка, но используется для проката программ, в 2014 г. передан в собственность субъекту РФ – Краснодарскому краю (факс гендиректора Гаглоева В. Ч. замминистру культуры РФ Пирумову Г. У. от 13.01.2014 г. № 27/01-П). Государственное автономное учреждение культуры Краснодарского края «Краснодарский государственный цирк» (ГАУК КК «Краснодарский государственный цирк»), закрыт на реконструкцию с 2023 по 2027 год)[11]
17. Красноярский государственный цирк (закрыт на капитальный ремонт с 2017 по [12] 2028[13] год)
18. Курский государственный цирк
19. Магнитогорский государственный цирк
20. Нижегородский государственный цирк им. М. П. Назаровой (открыт с 1.09.2007 года)
21. Нижнетагильский государственный цирк
22. Новокузнецкий государственный цирк
23. Новосибирский государственный цирк
24. Омский государственный цирк
25. Оренбургский государственный цирк (закрыт на капитальный ремонт с 2023 по 2024 год)[14]
26. Пензенский государственный цирк им. Т. В. Дуровой (идёт строительство нового здания, ввод в эксплуатацию запланирован на 2025 год)
27. Пермский государственный цирк
28. Ростовский государственный цирк (закрыт на реконструкцию с 2024 по 2028 год)[15]
29. Рязанский государственный цирк
30. Самарский государственный цирк им. Олега Попова
31. Санкт-Петербургский государственный цирк «Автово»
32. Большой Санкт-Петербургский государственный цирк
33. Саратовский цирк им. братьев Никитиных (открыт 3 июля 2021 после капитального ремонта, проходившего с 2017 года)
34. Севастопольский государственный цирк
35. Симферопольский государственный цирк им. Б. Н. Тезикова (не является филиалом Росгосцирка, но используется для проката программ)
36. Сочинский цирк
37. Ставропольский государственный цирк
38. Тверской государственный цирк (закрыт на реконструкцию с 2022 по 2025 год)[16]
39. Тульский государственный цирк
40. Тюменский государственный цирк
41. Уссурийский государственный цирк (закрыт с 2005 года)
42. Уфимский государственный цирк (закрыт на капитальный ремонт с мая 2017 по 2028 год)[17]
43. Хабаровский краевой государственный цирк (не является филиалом Росгосцирка, но используется для проката программ)
44. Челябинский государственный цирк (закрыт на капитальный ремонт с 2019 по 2026 год)[18]
45. Ярославский государственный цирк

### Цирки-шапито

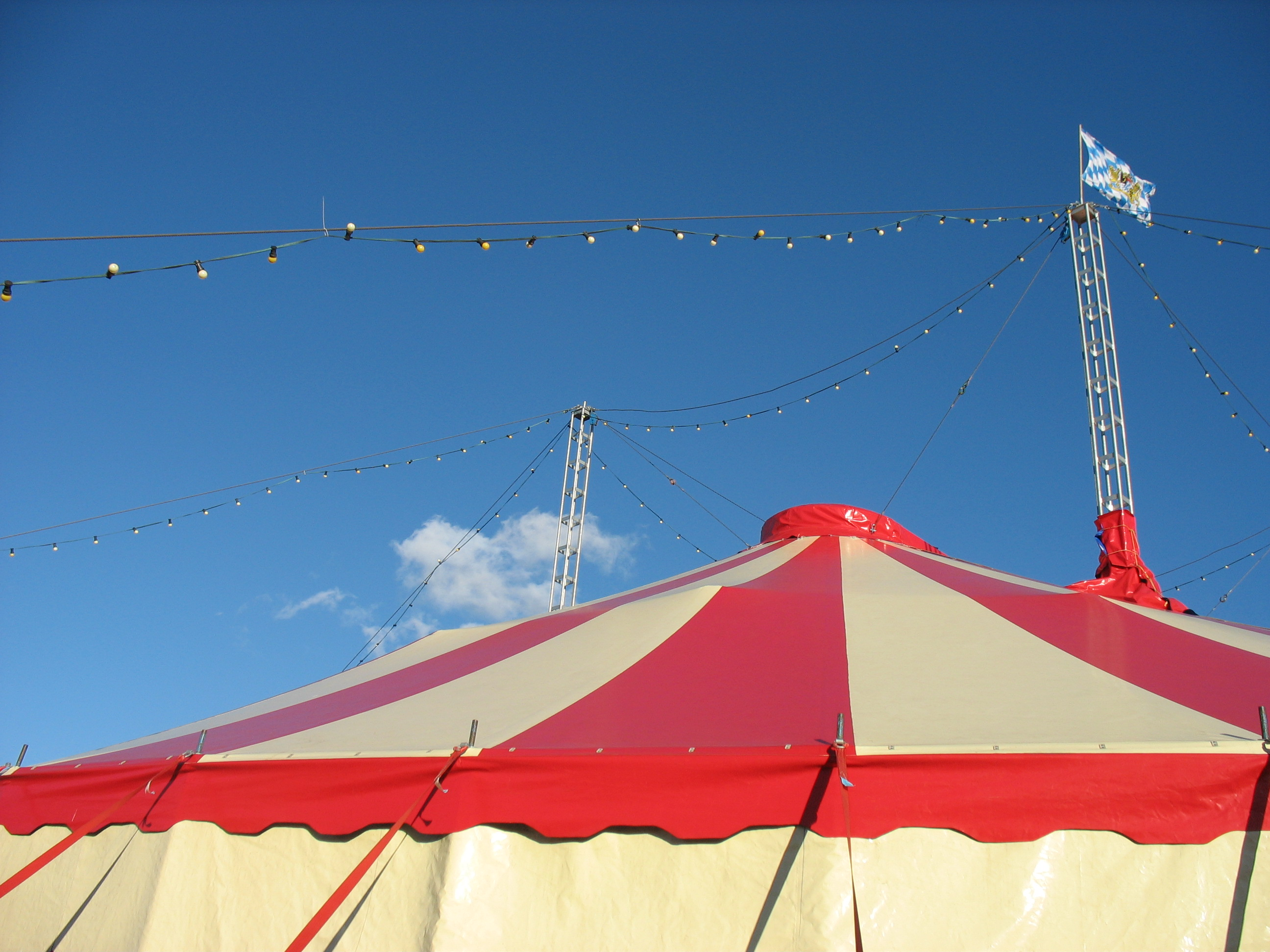
Цирк-шапито

- Цирк-шапито (комплекс) «Азовье» (Ростовская область, г. Таганрог, ул. Чехова, д.100)
- Цирк-шапито «Арго» (г. Липецк, ул. Советская, д.4) — не действует.
- Московский цирк-шапито «Весёлая арена» (г. Москва, Крымский вал, д.9) — не действует.
- Цирк-шапито «Инантеп» (г. Москва, ул. Ключевая, д.10)
- Цирк-шапито «Колос» — не действует.
- Экспериментальный детский цирк-шапито «Лошарик» (г. Тула, ул. Советская, д.96) — не действует.
- Цирк-шапито «Луч» — не действует.
- Цирк-шапито «Огни манежа» (Чувашская Республика, г. Чебоксары, парк 500-летия г. Чебоксары) — не действует.
- Цирк-шапито «Радуга» (г. Москва, ул. Флотская, д.5а)
- Цирк-шапито «Салют» (г. Екатеринбург, ул.8 Марта, д.43) — не действует.
- Цирк-шапито «Спутник» (г. Нижний Новгород, ул. Коммунистическая, д.38) — не действует.
- Санкт-Петербургский цирк-шапито «Цирк в Автово» (г. Санкт-Петербург, ул. Автовская, д.1а)
- Цирк-шапито «Юность»[19] (г. Калуга, ул. Циолковского, д.26) — не действует.
- Цирк-шапито «Янтарь» (г. Калининград, ул. Октябрьская, д.1а) — временно не работает.

## Генеральный директор
- Запашный Мстислав Михайлович, народный артист СССР (май 2003 — декабрь 2009)
- Калмыков Александр Дмитриевич, народный артист России (декабрь 2009 — сентябрь 2012)
- Халилова Фарзана Рахимовна (сентябрь 2012 — февраль 2014)
- Гаглоев Вадим Черменович (март 2014 — август 2016)
- Иванов Дмитрий Евгеньевич (декабрь 2016 — ноябрь 2018)
- Шемякин Владимир Леонидович (апрель 2019 — декабрь 2020)
- Беляков Сергей Григорьевич (март 2021 — по настоящее время)

## Главный режиссёр
- Эрадзе Георгий Гиулевич (февраль 2019 — январь 2020)
- Квятковский Юрий Львович (февраль 2020 — май 2021)
- Петрикова Елена Владимировна (июнь 2021 — по настоящее время)